# Abdera quadrifasciata
Abdera quadrifasciata is een keversoort uit de familie zwamspartelkevers (Melandryidae). De wetenschappelijke naam van de soort werd in 1829 gepubliceerd door Curtis.